# Prix Françoise-Bujold
Pour les articles homonymes, voir Françoise Bujold et Bujold.
 (mars 2025).
Si vous disposez d'ouvrages ou d'articles de référence ou si vous connaissez des sites web de qualité traitant du thème abordé ici, merci de compléter l'article en donnant les références utiles à sa vérifiabilité et en les liant à la section « Notes et références ».
Le prix Françoise-Bujold était un prix littéraire québécois. Il a été créé par le Salon du livre de la Gaspésie et des Îles afin de rendre hommage à Françoise Bujold, une artiste dont l'œuvre littéraire et graphique était liée à la Gaspésie. Il a été attribué pour la dernière fois en 2000.

## Lauréats
| Année | Catégorie 12-14 ans                             | Catégorie 15-20 ans                            | Catégorie 21 ans et plus                                                               |
| 1991  | Marie-Josée Leblanc Une mer de culture          | Sarah Bernard Ma passion                       | Lucie Thibault Batture                                                                 |
| 1992  | Geneviève Saint-Onge Un pays qui s'écrit        | Annie Gagnon Pays de rêves                     | Gérald Mercier Aux abords de la côte                                                   |
| 1993  | Marie-Claudia Bernard Le Vent dans les pages    | Sébastien Harrisson Violons-celle de terre     | Alain Saint-Yves Sans titre                                                            |
| 1994  | Danielle Pedneault Quand la culture se livre... | Jean-Philippe Bergeron Sonnet d'un jeune poète | Paryse Saint-Laurent Comme l'Angélus de Millet                                         |
| 1995  |                                                 |                                                |                                                                                        |
| 1996  | Maude Faulkner-Gendreau Confidente de nature    | Benoît Tremblay Oracle philosophique           | Paryse Saint-Laurent Correspondances                                                   |
| 1997  |                                                 |                                                | Gérald Daoust Manteau de temps                                                         |
| 1998  | Sarah-Anne Nagué La Révolution                  | Maude Smith Court comme claque                 | France Bellemarre Le Fou                                                               |
| 1999  | Marie-Josée Horth Un monde à l'envers           | Amélie Gagné C'est de ma main                  | Martin Daigneault William Benjamin, pêcheur, retrouvé mort gisant sur un roman d'amour |
| 2000  | Marianne Mathis                                 | Isabelle Fournier                              | Louise Allain                                                                          |